# Марлін (Техас)
Марлін (англ. Marlin) — місто (англ. city) в США, в окрузі Фоллз штату Техас. Населення — 5462 особи (2020).

## Географія
Марлін розташований за координатами 31°18′29″ пн. ш. 96°53′35″ зх. д. / 31.30806° пн. ш. 96.89306° зх. д. (31.308036, -96.893173).  За даними Бюро перепису населення США в 2010 році місто мало площу 11,83 км², з яких 11,70 км² — суходіл та 0,13 км² — водойми.

## Демографія
Згідно з переписом 2010 року, у місті мешкало 5967 осіб у 2094 домогосподарствах у складі 1284 родин. Густота населення становила 505 осіб/км².  Було 2650 помешкань (224/км²).
Расовий склад населення:
| - 45,5 % — чорних або афроамериканців - 38,1 % — білих - 0,5 % — корінних американців - 0,4 % — азіатів - 0,1 % — вихідців з тихоокеанських островів - 13,3 % — осіб інших рас |

До двох чи більше рас належало 2,0 %. Частка іспаномовних становила 23,7 % від усіх жителів.
За віковим діапазоном населення розподілялося таким чином: 23,9 % — особи молодші 18 років, 61,4 % — особи у віці 18—64 років, 14,7 % — особи у віці 65 років та старші. Медіана віку мешканця становила 35,4 року. На 100 осіб жіночої статі у місті припадало 111,3 чоловіків;  на 100 жінок у віці від 18 років та старших — 112,4 чоловіків також старших 18 років.
Середній дохід на одне домашнє господарство  становив 33 857 доларів США (медіана — 26 370), а середній дохід на одну сім'ю — 43 440 доларів (медіана — 35 432). Медіана доходів становила 23 233 долари для чоловіків та 23 994 долари для жінок. За межею бідності перебувало 35,9 % осіб, у тому числі 56,0 % дітей у віці до 18 років та 19,1 % осіб у віці 65 років та старших.
Цивільне працевлаштоване населення становило 1769 осіб. Основні галузі зайнятості: освіта, охорона здоров'я та соціальна допомога — 23,1 %, будівництво — 15,3 %, виробництво — 12,8 %, роздрібна торгівля — 12,5 %.